# Hinzert-Pölert
Hinzert-Pölert is een plaats in de Duitse deelstaat Rijnland-Palts, en maakt deel uit van de Landkreis Trier-Saarburg.
De gemeente werd op 7 juni 1969 gevormd door de samenvoeging van Hinzert (destijds 187 inwoners) und Pölert (destijds 186 inwoners). Hinzert-Pölert telt 294 inwoners.
In de gemeente bevindt zich het voormalige Nazi-concentratiekamp Hinzert.

## Bestuur
Hinzert-Pölert is een Ortsgemeinde en maakt deel uit van de Verbandsgemeinde Hermeskeil.

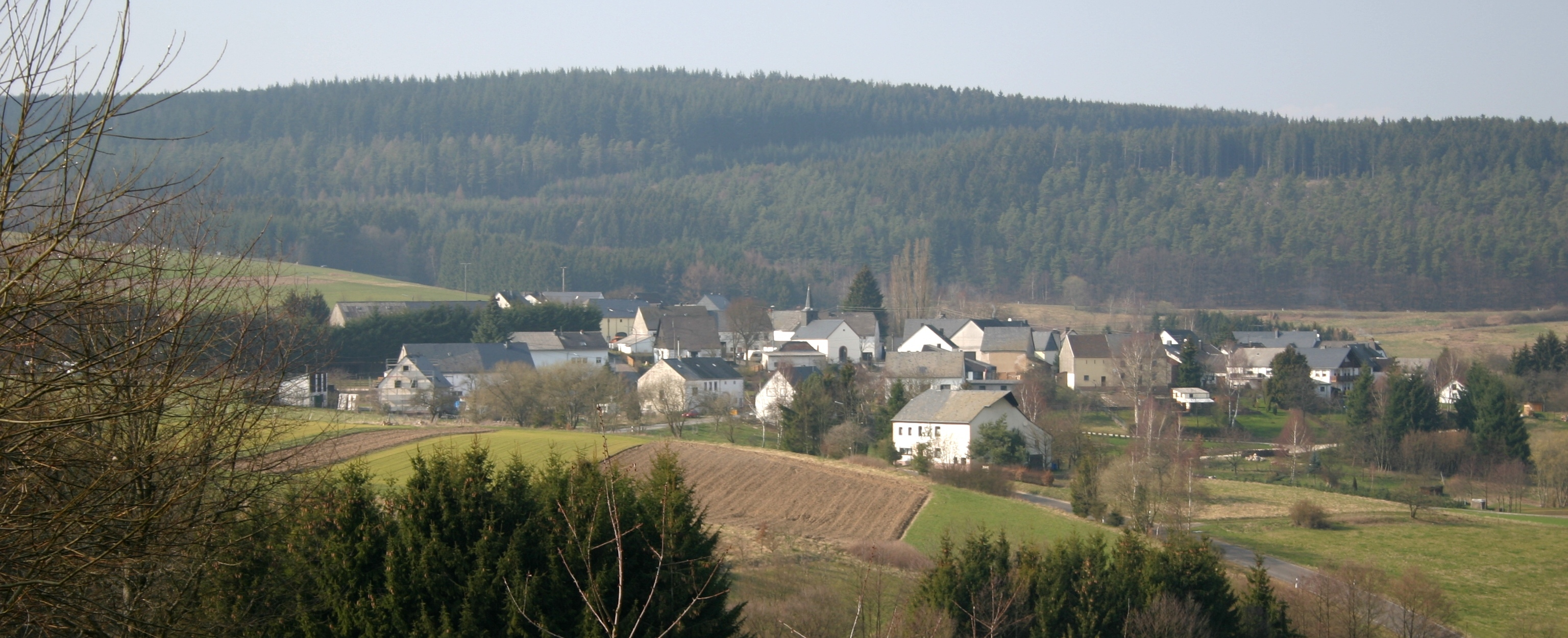
Hinzert gezien vanuit Pölert